# 普萊爾山
72°58′S 168°47′E / 72.967°S 168.783°E
普萊爾山是南極洲的山峰，位於維多利亞地的博克格雷溫克海岸，處於布儒斯特山以西18公里，海拔高度1,220米，由新西蘭的探險隊命名。